# 63e cérémonie des David di Donatello
La 63e cérémonie des David di Donatello s'est déroulé le 21 mars 2018.
Le film Ammore e malavita remporte cinq récompenses dont le David di Donatello du meilleur film. Jonas Carpignano remporte le David di Donatello du meilleur réalisateur, Jasmine Trinca le David di Donatello de la meilleure actrice et Renato Carpentieri le David di Donatello du meilleur acteur.

## Palmarès

### Meilleur film
- Ammore e malavita de Marco et Antonio Manetti
- A Ciambra de Jonas Carpignano
- Gatta Cenerentola d'Alessandro Rak, Ivan Cappiello, Marino Guarnieri et Dario Sansone
- La tenerezza de Gianni Amelio
- Nico, 1988 de Susanna Nicchiarelli

### Meilleur réalisateur
- Jonas Carpignano pour A Ciambra
- Marco et Antonio Manetti pour Ammore e malavita
- Gianni Amelio pour La tenerezza
- Ferzan Özpetek pour Napoli velata
- Paolo Genovese pour The Place

### Meilleur réalisateur débutant
- Donato Carrisi pour La Fille dans le brouillard (La ragazza nella nebbia)
- Cosimo Gomez pour Brutti e cattivi
- Roberto De Paolis pour Cuori puri
- Andrea Magnani pour Easy - Un viaggio facile facile
- Andrea De Sica pour I figli della notte

### Meilleure actrice
- Jasmine Trinca pour Fortunata
- Paola Cortellesi pour Come un gatto in tangenziale
- Valeria Golino pour Il colore nascosto delle cose
- Giovanna Mezzogiorno pour Napoli velata
- Isabella Ragonese pour Sole cuore amore

### Meilleur acteur
- Renato Carpentieri pour La tenerezza
- Antonio Albanese pour Come un gatto in tangenziale
- Nicola Nocella pour Easy - Un viaggio facile facile
- Alessandro Borghi pour Napoli velata
- Valerio Mastandrea pour The Place

### Meilleure actrice dans un second rôle
- Claudia Gerini pour Ammore e malavita
- Sonia Bergamasco pour Come un gatto in tangenziale
- Micaela Ramazzotti pour La tenerezza
- Anna Bonaiuto pour Napoli velata
- Giulia Lazzarini pour The Place

### Meilleur acteur dans un second rôle
- Giuliano Montaldo pour Tutto quello che vuoi
- Carlo Buccirosso pour Ammore e malavita
- Alessandro Borghi pour Fortunata
- Elio Germano pour La tenerezza
- Peppe Barra pour Napoli velata

### Meilleur scénario original
- Susanna Nicchiarelli pour Nico, 1988
- Jonas Carpignano pour A Ciambra
- Marco et Antonio Manetti, Michelangelo La Neve pour Ammore e malavita
- Donato Carrisi pour La Fille dans le brouillard (La ragazza nella nebbia)
- Francesco Bruni pour Tutto quello che vuoi

### Meilleur scénario adapté
- Fabio Grassadonia et Antonio Piazza pour Sicilian Ghost Story
- Barbara Alberti, Davide Barletti, Lorenzo Conte, Carlo D'Amicis pour La guerra dei cafoni
- Gianni Amelio, Alberto Taraglio pour La tenerezza
- Paolo Genovese, Isabella Aguilar pour The Place
- Les frères Taviani pour Une affaire personnelle (Una questione privata)

### Meilleur producteur
- Luciano Stella et Maria Carolina Terzi pour Mad Entertainment et Rai Cinema pour Gatta Cenerentola
- Stayblack Productions, Jon Copolon, Paolo Carpignano, Rai Cinema pour A Ciambra
- Carlo Macchitelli, Manetti Bros. avec Rai Cinema pour Ammore e malavita
- Marta Donzelli et Gregorio Paonessa pour Vivo film, avec Rai Cinema, Joseph Rouschop et Valérie Bournonville pour Tarantula pour Nico, 1988
- Domenico Procacci, Matteo Rovere con Rai Cinema pour Smetto quando voglio - Masterclass et Smetto quando voglio - Ad honorem

### Meilleure photographie
- Gian Filippo Corticelli pour Napoli velata
- Tim Curtin pour A Ciambra
- Gianni Mammolotti pour Malarazza - Una storia di periferia
- Luca Bigazzi pour Sicilian Ghost Story
- Fabrizio Lucci pour The Place

### Meilleur musicien
- Pivio et Aldo De Scalzi pour Ammore e malavita
- Antonio Fresa, Luigi Scialdone pour Gatta Cenerentola
- Franco Piersanti pour La tenerezza
- Pasquale Catalano pour Napoli velata
- Gatto Ciliegia contro il Grande Freddo pour Nico, 1988

### Meilleure chanson originale
- Bang bang (musique de Pivio et Aldo De Scalzi, texte de Nelson, interprété par Serena Rossi) pour Ammore e malavita
- A chi appartieni (musique et texte de Dario Sansone, interprété par Foja) pour Gatta Cenerentola
- Fidati di me (musique et texte de Mauro Pagani, interprété par Massimo Ranieri e Antonella Lo Cocco) pour Riccardo va all'inferno
- Italy (musique de Anja Plaschg e Anton Spielmann, texte de Anja Plaschg, interprété par Soap&Skin) pour Sicilian Ghost Story
- The Place (musique de Marco Guazzone, Giovanna Gardelli, Matteo Curallo, Stefano Costantini, Edoardo Cicchinelli, texte de Marco Guazzone, Giovanna Gardelli, interprété par Marianne Mirage) -  The Place

### Meilleur décorateur
- Deniz Gokturk Kobanbay, Ivana Gargiulo pour Napoli velata
- Noemi Marchica pour Ammore e malavita
- Maurizio Sabatini pour Brutti e cattivi
- Tonino Zera pour La Fille dans le brouillard (La ragazza nella nebbia)
- Giancarlo Basili pour La tenerezza
- Luca Servino pour Riccardo va all'inferno

### Meilleurs costumes
- Daniela Salernitano pour Ammore e malavita
- Massimo Cantini Parrini pour Riccardo va all'inferno
- Nicoletta Taranta pour Agadah
- Anna Lombardi pour Brutti e cattivi
- Alessandro Lai pour Napoli velata

### Meilleur maquilleur
- Marco Altieri pour Nico, 1988
- Veronica Luongo pour Ammore e malavita
- Frédérique Foglia pour Brutti e cattivi
- Maurizio Fazzini pour Fortunata
- Roberti Pastore pour Napoli velata
- Luigi Ciminelli, Emanuele De Luca, Valentina Iannuccilli pour Riccardo va all'inferno

### Meilleur coiffeur
- Daniela Altieri pour Nico, 1988
- Antonio Fidato pour Ammore e malavita
- Sharim Sabatini pour Brutti e cattivi
- Mauro Tamagnini pour Fortunata
- Paola Genovese pour Riccardo va all'inferno

### Meilleur monteur
- Affonso Gonçalves pour A Ciambra
- Federico Maria Maneschi pour Ammore e malavita
- Massimo Quaglia pour La Fille dans le brouillard (La ragazza nella nebbia)
- Stefano Cravero pour Nico, 1988
- Consuelo Catucci pour The Place

### Meilleur son
- Adriano Di Lorenzo, Alberto Padoan, Marc Bastien, Éric Grattepain, Franco Piscopo pour Nico, 1988
- Giuseppe Tripodi, Florian Fèvre, Julien Pérez pour A Ciambra
- Lavinia Burcheri, Simone Costantino, Claudio Spinelli, Gianluca Basili, Sergio Basili, Antonio Tirinelli, Nadia Paone pour Ammore e malavita
- Andrea Cutillo, Timeline Studio, Giorgio Molfini pour Gatta Cenerentola
- Fabio Conca, Giuliano Marcaccini, Daniele De Angelis, Giuseppe D'Amato, Antonio Giannantonio, Dario Calvari, Alessandro Checcacci pour Napoli velata

### Meilleurs effets visuels
- Mad Entertainment pour Gatta Cenerentola
- Chromatica, Wonderlab, Hive Division pour AFMV - Addio Fottuti Musi Verdi
- Palantir Digital pour Ammore e malavita
- Autre Chose pour Brutti e cattivi
- Frame by Frame pour Monolith

### Meilleur film de l'Union européenne
- The Square de Ruben Östlund
- 120 battements par minute de Robin Campillo
- Borg McEnroe de Janus Metz Pedersen
- Elle de Paul Verhoeven
- Loving Vincent de Dorota Kobiela et Hugh Welchman

### Meilleur film étranger
- Dunkerque (Dunkirk) de Christopher Nolan
- L'Insulte de Ziad Doueiri
- La La Land de Damien Chazelle
- Faute d'amour (Нелюбовь) d'Andreï Zviaguintsev
- Manchester by the Sea de Kenneth Lonergan

### David speciale
- Stefania Sandrelli pour sa carrière.
- Steven Spielberg pour sa carrière.
- Diane Keaton pour sa carrière.